# Ушково (Новосибірська область)
Ушково (рос. Ушково) — село у Куйбишевському районі Новосибірської області Російської Федерації.
Входить до складу муніципального утворення Чумаковська сільрада. Населення становить 512 осіб (2010).

## Історія
Згідно із законом від 2 червня 2004 року органом місцевого самоврядування є Чумаковська сільрада.

## Населення
| 2002 | 2007 | 2010 |
| ---- | ---- | ---- |
| 611  | ↗614 | ↘512 |